# 大宮前体育館
大宮前体育館（おおみやまえたいいくかん）は、東京都杉並区南荻窪にある総合体育館。元々は1966年9月30日に近隣の杉並区宮前2-11-11に開設された体育館であった。しかし、施設の老朽化により、2014年に杉並区立荻窪小学校跡地に移転・新規建設されたものである。温水プールやトレーニングルームなども備わった施設に変わった。

## 施設(旧大宮前体育館)
参照
- 敷地面積-2236.84平方メートル
- 建築面積-984平方メートル
- 競技場面積693平方メートル
- 交通アクセス-京王井の頭線・富士見ヶ丘駅から徒歩12分
- JR中央線・地下鉄丸ノ内線・荻窪駅よりバス(関東バス)宮前三丁目行き　春日神社下車

## 施設(現大宮前体育館)
参照
- 体育室-835.98平方メートル （バドミントンの場合4面・卓球の場合16台）
- 小体育室-137.73平方メートル（卓球の場合4台）
- 武道場-152.73平方メートル（柔道・空手等）
- トレーニングルーム-269.29平方メートル
- 会議室・多目的室（いずれも定員20名程度）
- キッズルーム・ストレッチ広場・屋上運動広場・屋外運動広場（無料）
- 温水プール(25メートル)・幼児用プール
- カフェ

## 交通アクセス
- 京王井の頭線・富士見ヶ丘駅から徒歩19分
- JR中央線・地下鉄丸ノ内線・荻窪駅よりバス(関東バス)宮前三丁目行き　大宮前体育館下車